# Bedsa-Höhlenkloster

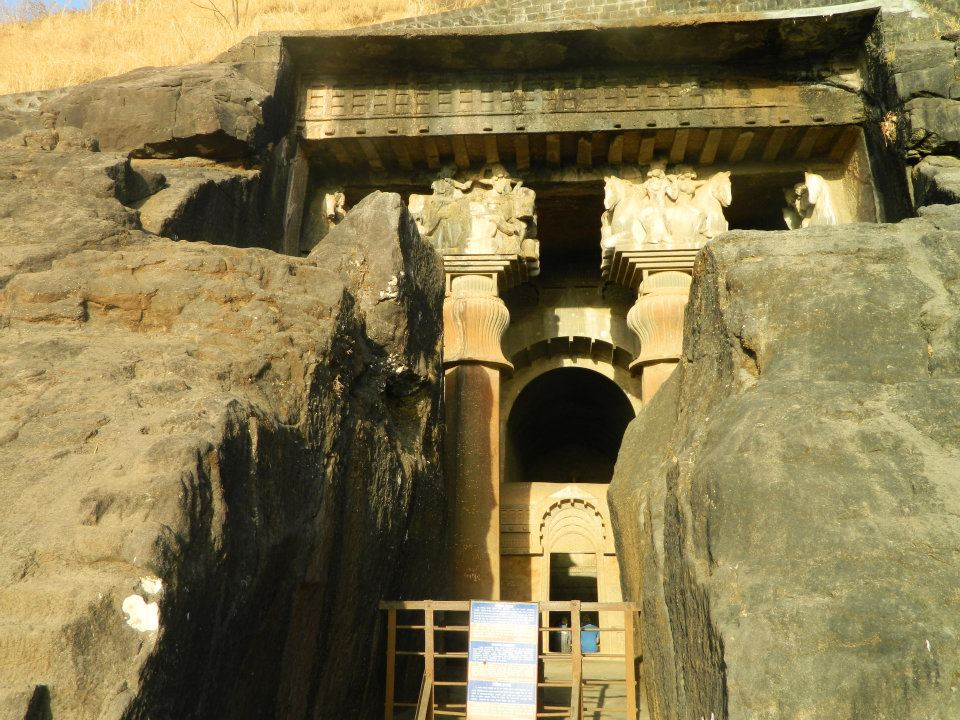
Bedsa-Höhlentempel, Eingangsbereich mit Säulen und Portal der Chaitya-Halle

Bedsa (auch: Bhedsa oder Bedse) ist ein buddhistisches Höhlenkloster im Distrikt Pune im indischen Bundesstaat Maharashtra.

## Lage
Bedsa liegt an einem alten Handelsweg auf dem Dekkan-Plateau nahe den Westghats; die Höhlenklöster von Karli und Bhaja liegen nur wenige Kilometer entfernt. Die nächstgrößere Stadt ist Lonavla an der Bahnstrecke Mumbai-Pune. Von dort oder von der lokalen Bahnstation Kamshet ist der Ort mit Taxis oder Motorrikshas gut zu erreichen. Ein anschließender Aufstieg von etwa 35 m Höhe und ca. 200 m Länge muss allerdings zu Fuß bewältigt werden.

## Geschichte
Wegen der weitgehenden Schmucklosigkeit der Anlage wird die buddhistische Klosteranlage ins 1. Jahrhundert v. Chr. datiert. Der überaus dekorative, aber figurenlos gestaltete Eingangsbereich, der große Ähnlichkeiten mit dem ca. 30 km (Luftlinie) nordwestlich gelegenen Kondana-Höhlenkloster aufweist, könnte auch nachträglich im 1. oder 2. Jahrhundert n. Chr. gestaltet worden sein.

## Architektur

### Eingangsbereich

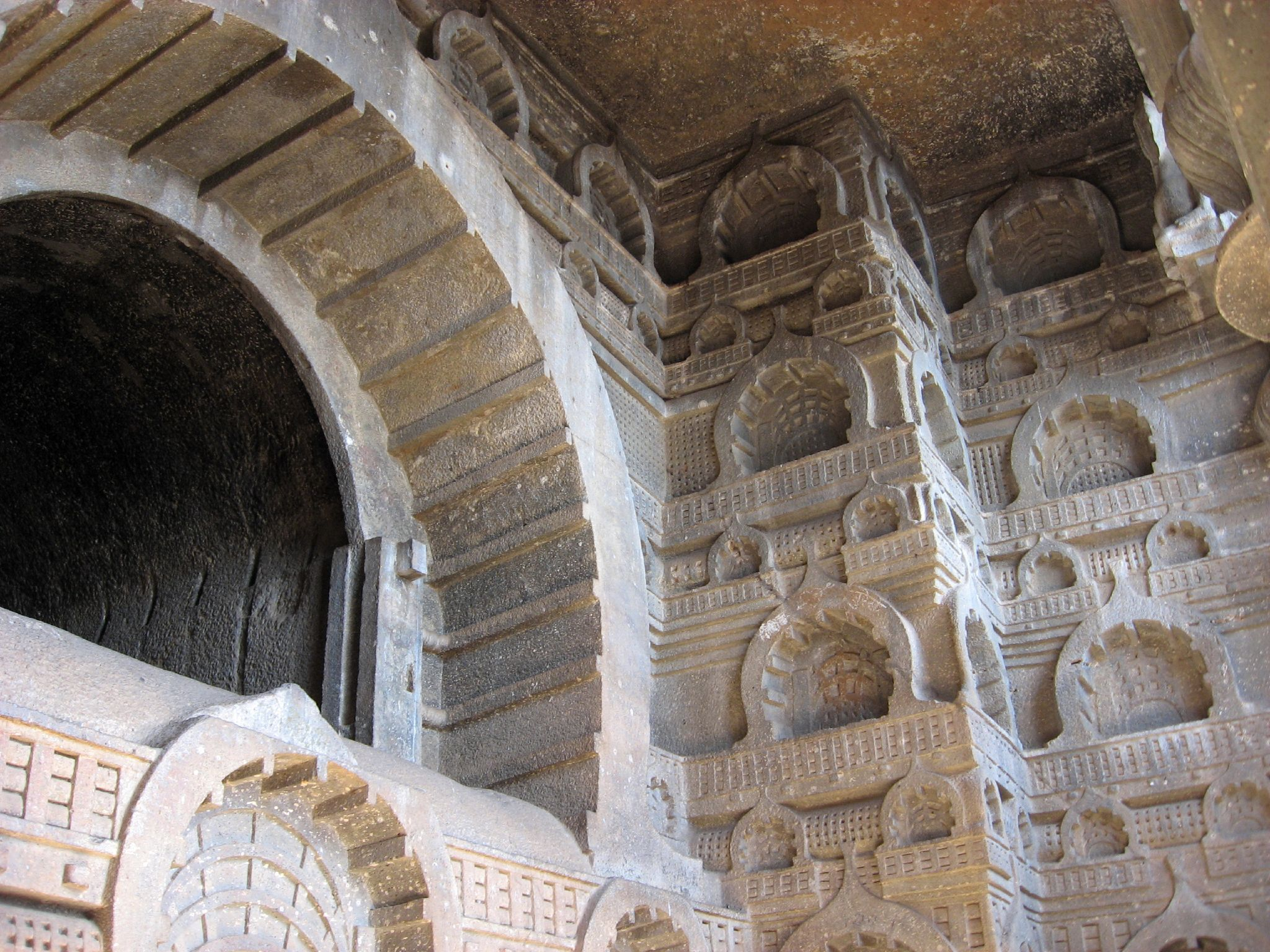
Bedsa – Eingangsbereich der Chaitya-Halle

Einer der vielen Attraktionen von Bedsa ist der reich, aber nahezu anikonisch dekorierte Eingangsbereich zur Chaitya-Halle. Hier überwiegen mehrfach neben- und übereinander angeordnete große kudu-Motive, deren Hufeisenbögen mit perspektivisch verkürzten Scheingewölben gefüllt sind; die Sparrenenden der Gewölbe werden im vorderen Bereich sichtbar. Oben enden alle Bögen in – aus zwei gegenläufigen Bögen gebildeten – Spitzen, so dass das im damaligen Europa und auch in anderen frühen Kulturen der Alten Welt unbekannte Motiv eines Kielbogens entsteht. Zwei mächtige oktogonale und zwei Halb-Säulen mit großen runden lotosförmigen Kapitellen, die noch von Elefanten und – getrennt auf zwei Tieren (Pferd und Stier/Büffel) reitenden – Liebespaaren (mithunas) überhöht werden, tragen das reich reliefierte steinerne Gebälk der Eingangshalle. Der Haupteingang führt in der Hauptraum der Chaitya-Halle; ein weiteres Portal führt direkt ins linke Seitenschiff, so dass die vorgeschriebene Umwandlung des Stupa im Uhrzeigersinn gewährleistet war.

### Chaitya-Halle

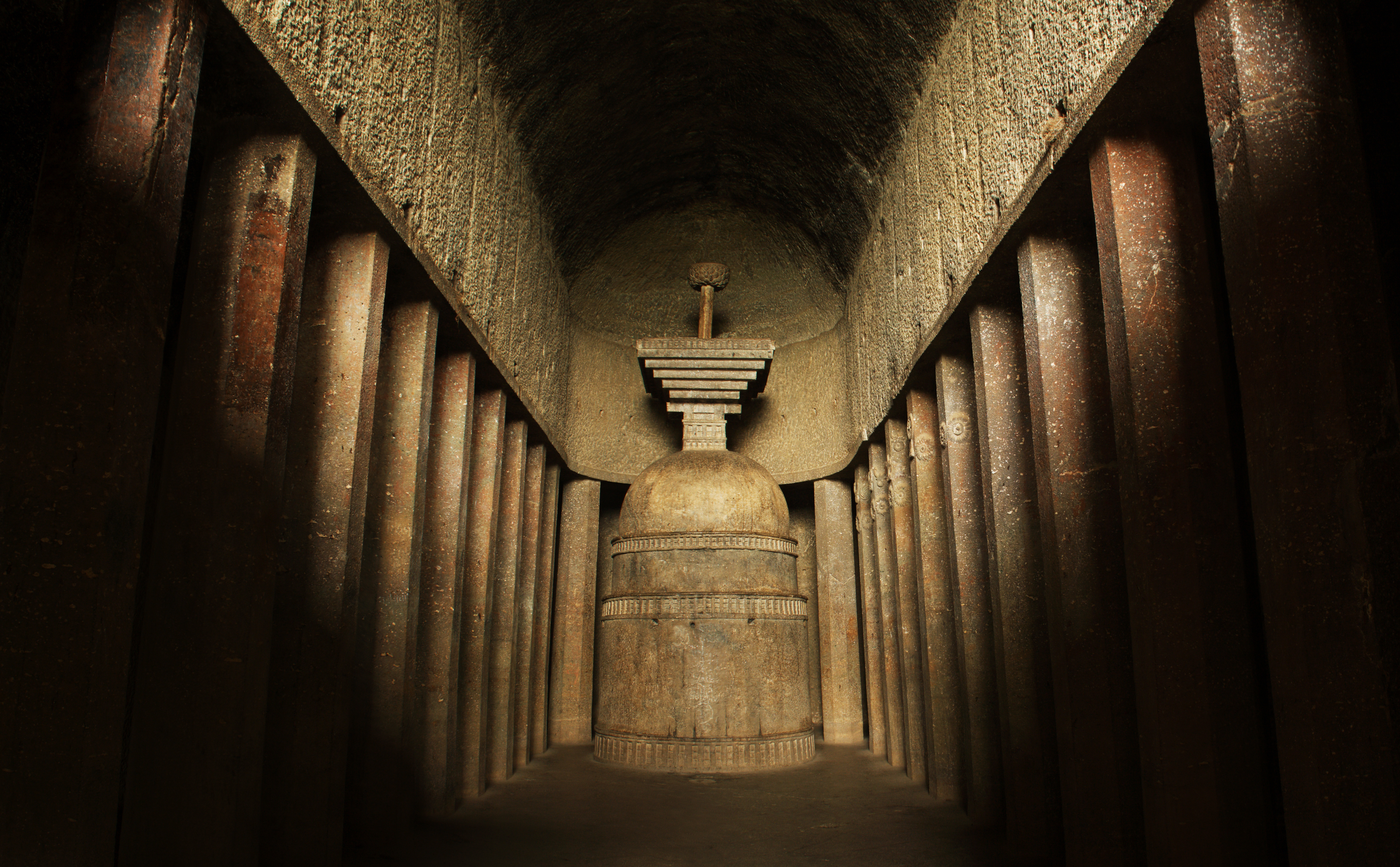
Bedsa – Chaitya-Halle mit Stupa

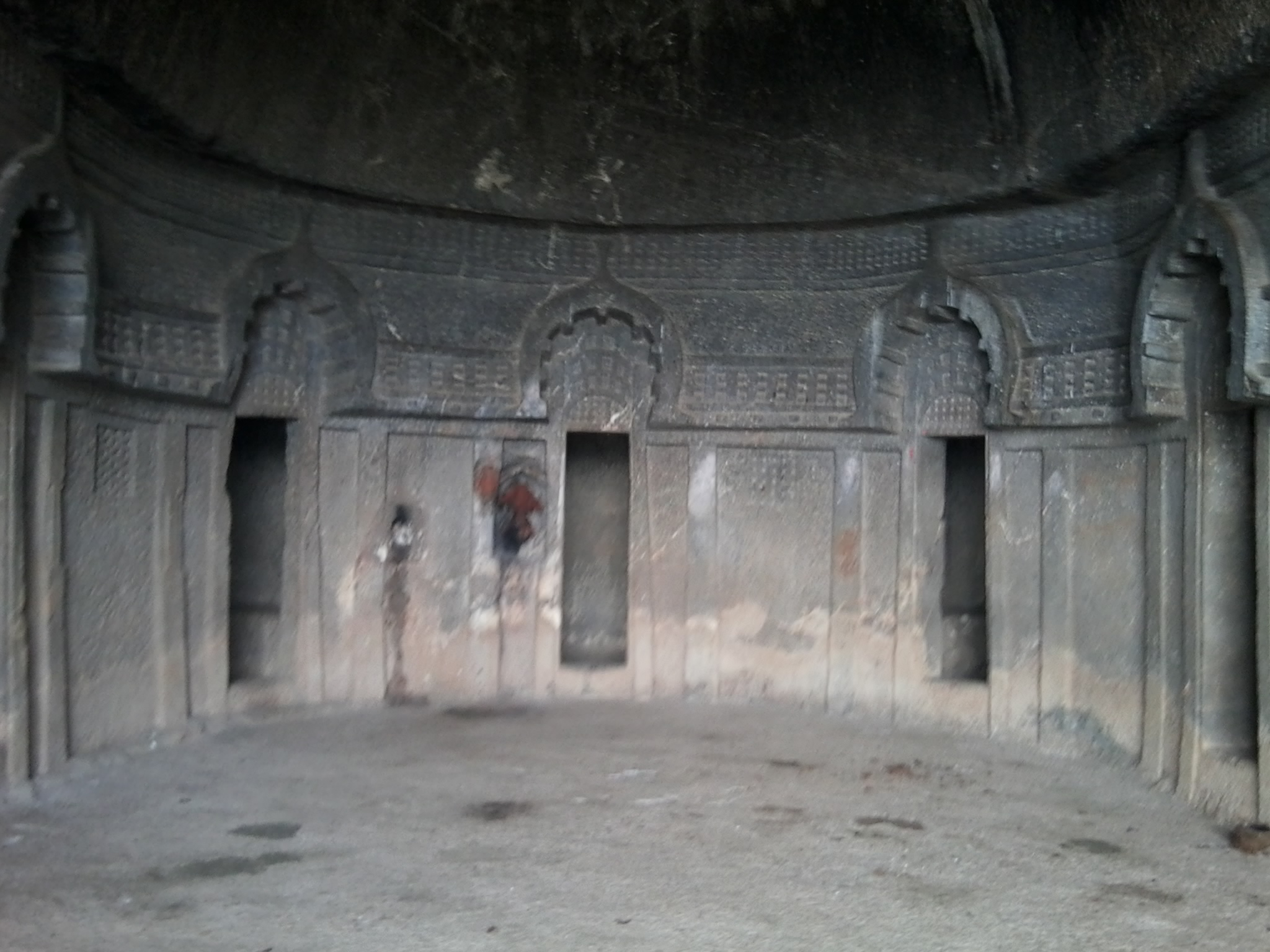
Bedsa – gewölbte Vihara-Halle

Die Chaitya-Halle von Bedsa ist ein dreischiffiger, insgesamt nur etwa 5,50 Meter hoher Raum mit – zwei leicht zur Mitte hin gekippten – Pfeilerreihen, bestehend aus 26 oktogonalen, aber basis- und kapitelllosen Stützen, die hinter einem anikonischen Stupa zusammentreffen, so dass sich die Möglichkeit einer distanzierten, d. h. berührungslosen, Umwandlung (pradakshina) des Stupa ergibt. Der aus dem Fels herausgearbeitete Stupa selbst ist durch reliefierte Zaunreihen (vedikas) in zwei Rundsegmente unterteilt, die von einer Kuppel mit einem würfelförmigen und nach außen vorkragenden Aufsatz (harmika) und einem auf einer steinernen Stange (yasti) aufsitzenden Schirm (chhatra) bekrönt werden. Stange und Schirm werden häufig als Weltenbaum oder Weltachse (axis mundi) interpretiert. Im gewölbten Dachbereich sind noch die Spuren hölzerner Sparren zu erkennen, mit denen das Gewölbe – statisch und konstruktiv völlig bedeutungslos – einst unterlegt war.

### Vihara-Halle
Die ausnahmsweise ebenfalls gewölbte Vihara-Halle besteht aus neun in den Fels gehauenen Kammern, deren Eingänge von Blendbögen bzw. Blendfenstern (chandrasalas) überfangen und von senkrechten und waagerechten Wandvorlagen gerahmt werden. Zwischen den Wandvorlagen sind mehrere Scheingitter (jalis) in den Fels reliefiert. Zwischen den Scheinfenstern (kudus) mit ihren perspektivisch verkürzten Scheingewölben, deren Sparrenenden innerhalb des Bogens scheinbar hervortreten, verläuft ein reliefierter Steinzaun (vedika), der sich – leicht abgewandelt – unterhalb des Gewölbeansatzes wiederholt. Der hintere Teil ist – eine große Ausnahme bei Vihara-Höhlen – halbrund gestaltet, so dass sich eine Parallele zur Chaitya-Halle und somit eine fast sakrale Raumatmosphäre ergibt.

### Nebenschreine
Etwa 50 bis 100 m westlich des Hauptkomplexes befinden sich mehrere kleinere – zum Teil auch unvollendete – Höhlen. Eine beherbergt einen unvollendeten etwa 2,50 m hohen Votivstupa, der beinahe den ganzen Raum ausfüllt.

## Bilder

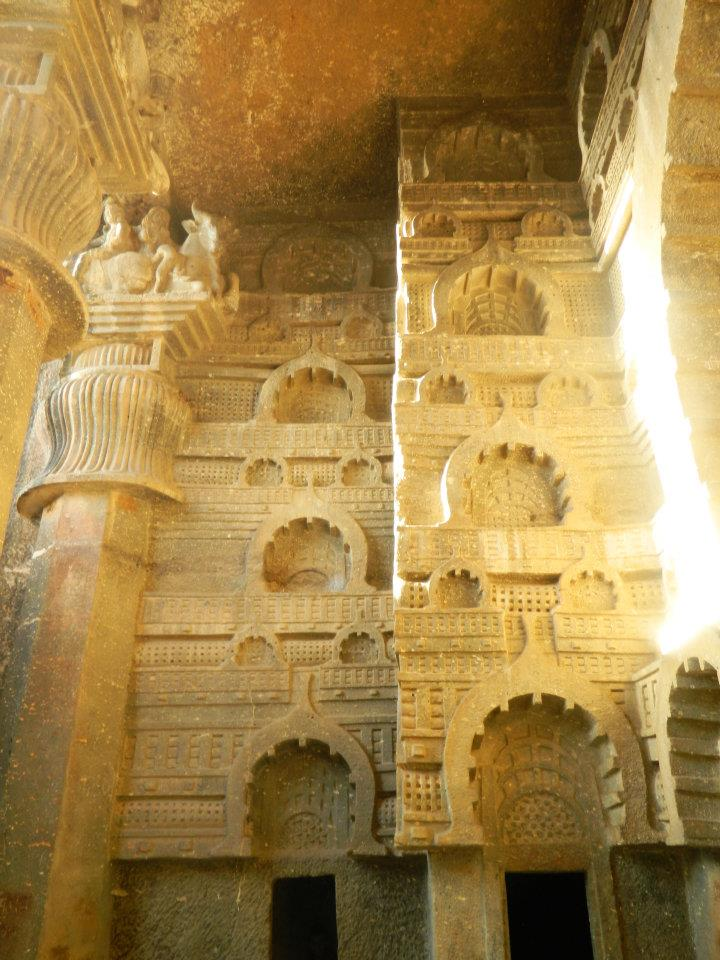
Eingangsbereich
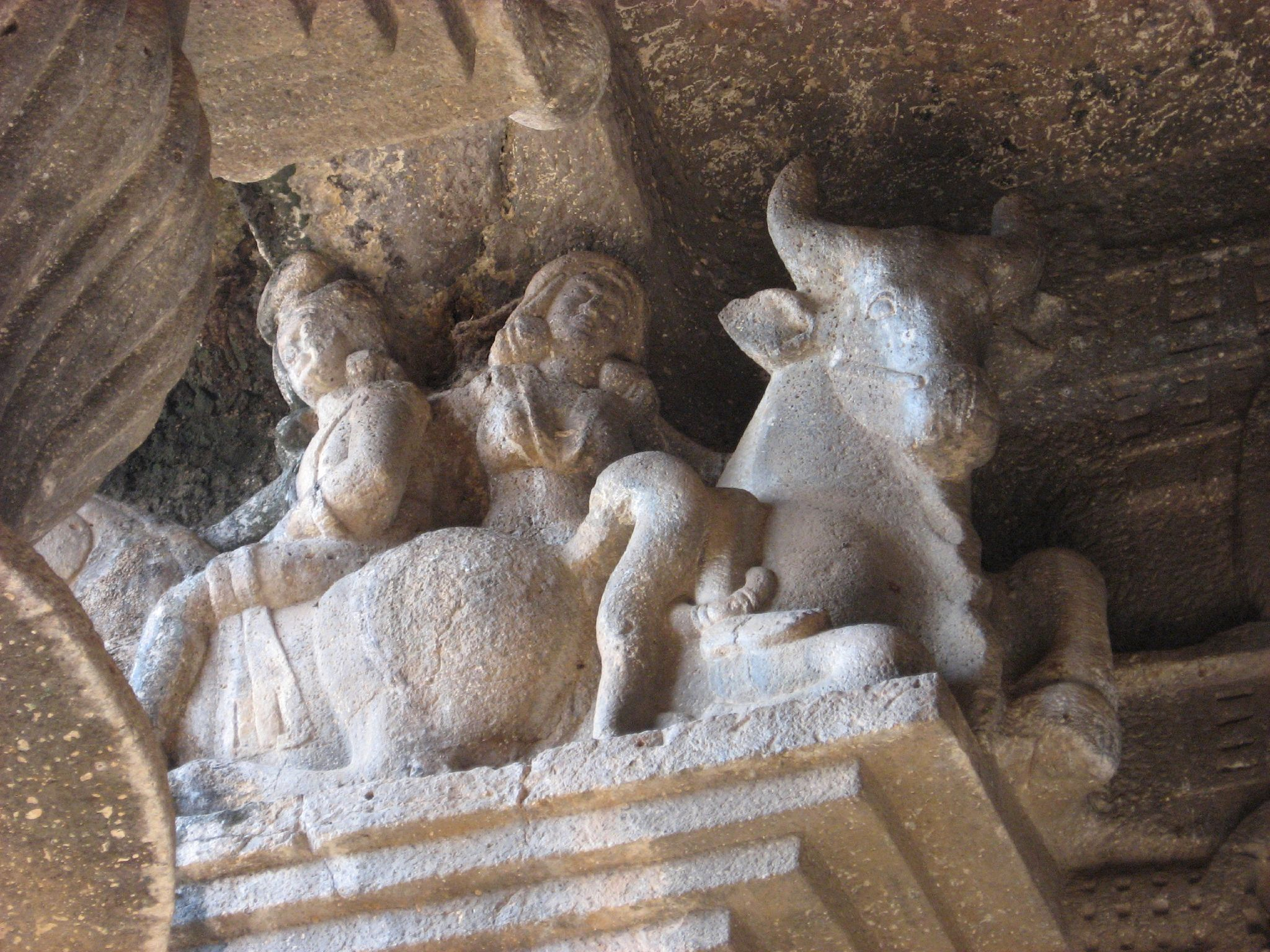
Mithuna auf zwei Reittieren
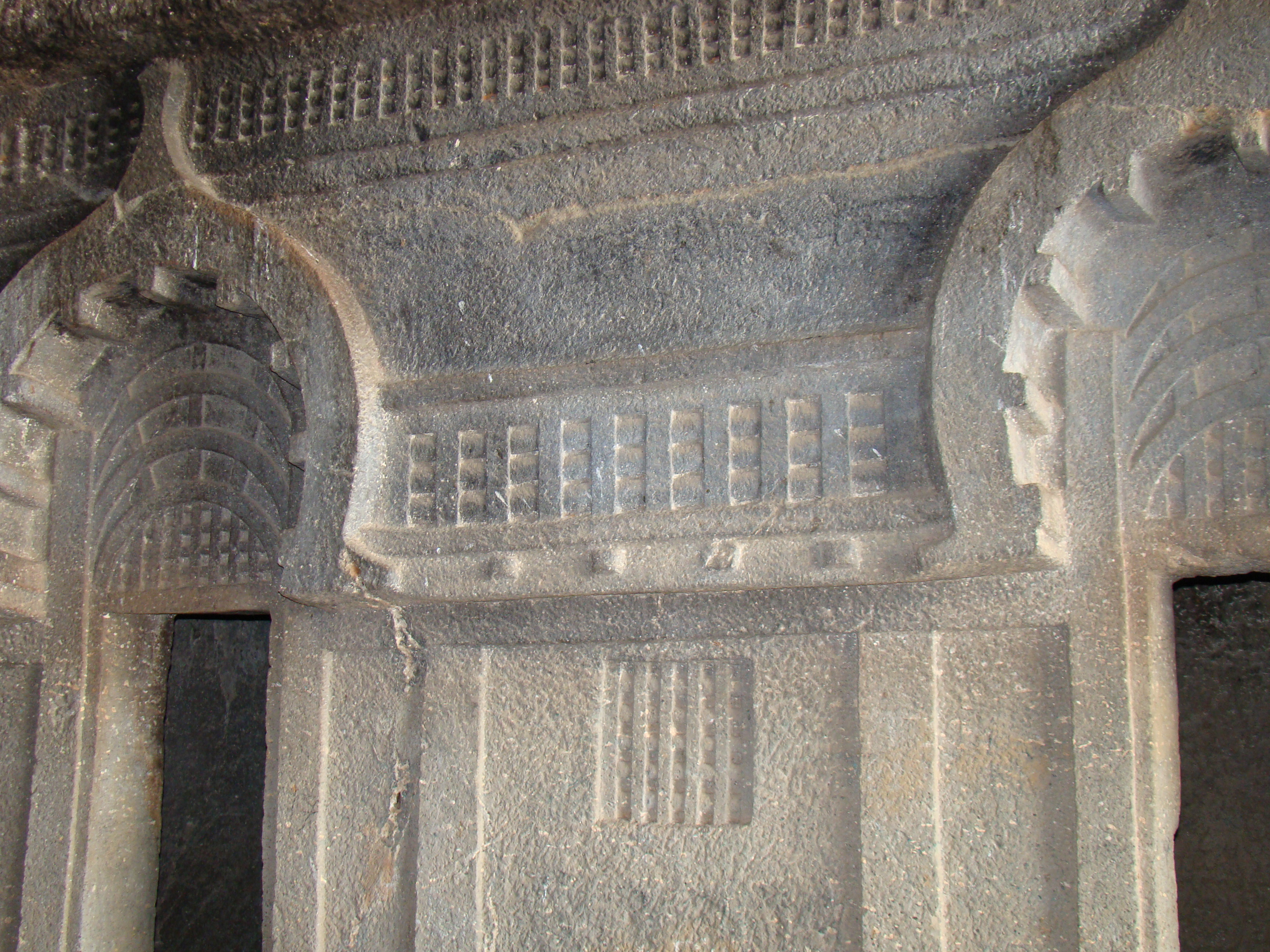
Details der Vihara-Halle
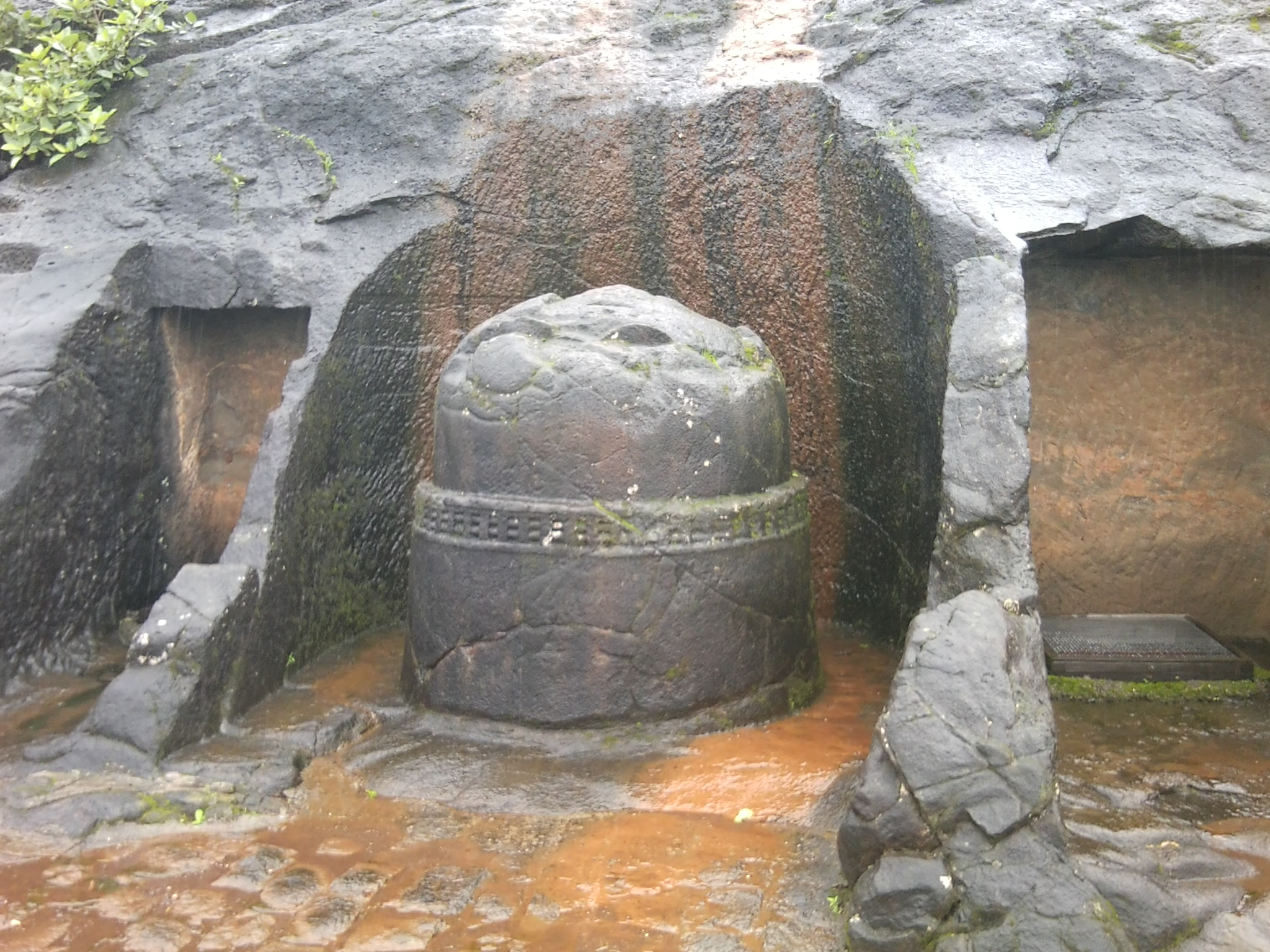
Votiv-Stupa